# Cyclochlamys shepherdi
Cyclochlamys shepherdi is een uitgestorven tweekleppige uit de familie van de Cyclochlamydidae. De wetenschappelijke naam van de soort is voor het eerst geldig gepubliceerd in 1939 door Laws.